# Winifred Atwell
Una Winifred Atwell, detta Winifred (Tunapuna, 27 febbraio 1914 – Sydney, 28 febbraio 1983), è stata una pianista, compositrice e musicista britannica.

## Biografia

### Infanzia
Atwell nacque a Tunapuna nelle Trinidad e Tobago col nome di Una Winifred Atwell, vivendo coi genitori a Jubilee Street. La famiglia possedeva una farmacia in città ed ella studiò per divenire una farmacista di modo da continuare il lavoro paterno, ma sin dalla più giovane età si dedicò anche allo studio del pianoforte, acquisendo grande popolarità a livello locale, suonando tra gli altri per i militari americani della base aerea locale (corrispondente all'attuale aeroporto). Prestava servizio al Servicemen's Club di Piarco quando iniziò la composizione del "Piarco Boogie" che venne poi rinominata in "Five Finger Boogie".

### Lasciando Trinidad
Winifred lasciò Trinidad all'inizio degli anni quaranta e viaggiò negli Stati Uniti per studiare con Alexander Borovsky e, nel 1946, si spostò a Londra, ove ottenne un posto presso la Royal Academy of Music iniziando ad avere un discreto successo. Per supportare i suoi studi, ella iniziò a suonare delle rags nei club e nei teatri di Londra.

### Vita nel Regno Unito
La Atwell attirò su di sé l'attenzione grazie ad una sua esibizione al Casino Theatre, quando fece la propria apparizione in sostituzione di una star malata. Ella giunse dunque all'attenzione dell'impresario Bernard Delfont che le offrì un contratto a lungo termine ed incise i suoi primi tre dischi che vennero bene accolti. Il terzo di questa serie, "Jezebel," fu uno dei più venduti, ma fu col quarto disco che sfondò nel mercato britannico. Il disco aveva per titolo "Cross Hands Boogie" e venne creato per mostrare la sua virtuosa tecnica ritmica, e ancora grande successo lo ebbe con "Black and White Rag", che divenne uno standard della radio d'epoca. Atwell conobbe così il popolare disc jockey Jack Jackson, che la introdusse poi al promotions manager della casa discografica Decca, Hugh Mendl, il quale lanciò la sua carriera proprio con questa casa.
Atwell suonò per la Decca la Rapsodia in blu di George Gershwin con l'orchestra di Ted Heath, in una versione che conteneva anche alcuni piccoli arrangiamenti nello stile di Glenn Miller.
Il marito di Winifred, l'attore comico Lew Levisohn, fu suo compagno in questa ascesa. I due si conobbero nel 1946 e si sposarono poco dopo: furono inseparabili sino alla morte di Levisohn a Hong Kong nel dicembre del 1977. La coppia non ebbe figli. Insieme comprarono un vecchio pianoforte per la somma di 50 scellini in un negozio di rigattiere di Battersea che col suo caratteristico "suono trasandato" fu esso stesso un cardine attorno al quale ruotò la musica di Winifred Atwell.
Quando Atwell giunse in Gran Bretagna, inizialmente guadagnava solo alcune sterline a settimana, mentre a metà degli anni cinquanta guadagnava la considerevole cifra di 10.000 dollari a settimana. Dal 1952, la sua popolarità divenne ormai internazionale. Le sue mani vennero assicurate alla Lloyd's di Londra per un quarto di milione di dollari (la polizza stipulata stabilì che non avrebbe mai dovuto lavare i piatti). A questo punto ella siglò un contratto con la Decca Records e riuscì a vendere 30.000 dischi a settimana, distinguendosi per il maggior numero di dischi venduti tra i pianisti di quell'epoca. La sua hit del 1954, "Let's Have Another Party", fu la prima musica completamente strumentale per pianoforte a raggiungere il numero 1 della classifica dei singoli del Regno Unito. La Atwell è attualmente anche l'unica ad aver ricevuto due dischi d'oro e due dischi d'argento per la musica di pianoforte nel Regno Unito, e fu la prima artista di colore nel Regno Unito a raggiungere il milione di dischi venduti. Tra le sue opere di quest'epoca vi sono anche "Britannia Rag" e "Jubilee Rag" e nel 1970 partecipò anche al programma della BBC Pot Black. Fu in questo periodo inoltre che scoprì il talento di Matt Monro persuadendo la Decca a scritturarlo.
Il picco della carriera di Winifred Atwell fu nella seconda metà degli anni cinquanta quando i suoi concerti adunavano migliaia di spettatori in Europa, Asia e Oceania. Suonò tre Royal Variety Performance, apparendo in ogni capitale europea e raccogliendo in tutto 20.000.000 di spettatori. Ad un party privato per la regina Elisabetta II, fu la regina stessa a richiederle il bis sulle note di "Roll Out the Barrel". Partecipò all'apparizione televisiva Bernard Delfont Presents The Winifred Atwell Show che durò 10 episoti sulla ITV dal 21 aprile al 23 giugno 1956, e la BBC acquisì poi la serie l'anno successivo. La sua brillante carriera le portò una fortuna che si sarebbe potuta estendere anche negli Stati Uniti se non vi fossero state contestazioni circa la sua razza; nel 1956 era alle prese per la registrazione di una puntata dell'The Ed Sullivan Show ma incontrò forti resistenze e la registrazione non avvenne mai.
Nel 1955, la Atwell giunse in Australia dove venne accolta con grandi onori. Il top del suo tour si tenne al Tivoli circuit, con un incasso di 600.000 dollari. Ella viaggiò in Australia anche col chitarrista Jimmy Doyle ed il suo direttore musicale. La sua popolarità in Australia la portò a stabilirsi a Sydney negli anni settanta, divenendo però cittadina australiana a tutti gli effetti solo due anni prima della morte.

### Gli ultimi anni
Atwell acquistò delle proprietà presso Bilgola e Seaforth a Sydney. Ella non mancò comunque di realizzare concerti gratuiti per opere di carità, orfanotrofi e mense dei poveri. Ella si pronunciò anche sulle condizioni delle popolazioni del terzo mondo e perorò la causa degli aborigeni australiani nel 1962. Alla sua morte lasciò le proprie proprietà alle opere assistenziali australiane oltre ad una piccola somma ad una nipote acquisita.
Nel 1978 fece un'apparizione sulla Australian TV al programma This Is Your Life e venne ammirata soprattutto dalle generazioni più giovani, cogliendo l'occasione per suonare ancora una volta il suo pianoforte esibendosi nella "Black and White Rag".
Personalità dinamica anche sul palcoscenico, la Atwell era come persona in realtà molto schiva e riservata, modesta e tutt'altro che chiacchierona. Intellettuale ed istruita, era una brava lettrice e si intendeva di affari. Vorace nelle parole crociate, confessò la sua passione per il mango e il disgusto per le scarpe nuove e per il cricket. Ella fu inoltre una devota cattolica e si dedicò anche al suono dell'organo nella sua chiesa parrocchiale.
Quando la Atwell fece ritorno nella nativa Trinidad, comprò una casa a Saint Augustine, rinominandola poi "Winvilla", lasciandola alla sua morte ai Pan Pipers Music School attraverso una dei suoi studenti, Louise McIntosh. Nel 1968 aveva registrato Ivory and Steel, un album con musiche famose e classiche, con la Pan Am Jet North Stars Steel Orchestra ed il supporto di alcuni studenti di musica delle Indie Occidentali. Negli anni ottanta, dopo la morte del marito, la Atwell sentì la voglia di tornare a vivere a Trinidad ma trovò il clima troppo caldo per la sua salute.
Dopo un infarto subito nel 1980, ufficialmente annunciò il proprio ritiro al The Mike Walsh Show, nel 1981. Le sue uniche performance pubbliche di quest'epoca furono le suonate per organo durante la messa alla chiesa parrocchiale di Narrabeen. L'ultima musica suonata in TV fu "Choo Choo Samba" seguita poi da un medley di "Black and White Rag" e "Twelfth Street Rag". Nel 1983, dopo un guasto tecnico che causò un incendio nella sua casa di Narrabeen, ebbe un attacco di cuore e morì poco dopo a Seaforth mentre era con degli amici. Ella è sepolta col marito Lew Levisohn nel South Gundurimba Private Cemetery nel New South Wales, appena fuori Lismore.

## Discografia

### Singoli
- "Britannia Rag" (1952) - UK numero 5
- "Coronation Rag" (1953) - UK numero 5
- "Flirtation Waltz" (1953) - UK numero 10
- "Let's Have a Party" (1953) - UK numero 2
- "Rachmaninoff's 18th Variation On A Theme By Paganini" (1954) - UK numero 9
- "Let's Have Another Party" (1954) - UK numero 1
- "Let's Have A Ding Dong" (1955) - UK numero 3
- "The Poor People Of Paris" (1956) - Official Singles Chart numero 1 per 3 settimane
- "Port-Au-Prince" (1956) - UK numero 18
- "Left Bank (C'Est A Hamburg)" (1956) - UK numero 14
- "Make It A Party" (1956) - UK numero 7
- "Let's Rock 'N' Roll" (1957) - UK numero 24
- "Let's Have A Ball" (1957) - UK numero 4
- "The Summer Of The Seventeenth Doll" (1959) - UK numero 24
- "Piano Party" (1959) - UK numero 10